# ريتشارد لاور
ريتشارد رولاند لاور (بالإنجليزية: Richard Rowland Lower)‏ ـ (15 أغسطس 1929 ـ 17 مايو 2008) هو جرّاح قلب أمريكي من رواد جراحة القلب، وعلى الأخص زراعة القلب.

## حياته
ولد لاور في ديترويت، وتعلم في كلية أمهرست، ثم حصل على شهادة الطب من جامعة كورنيل سنة 1955.
ابتكر لاور ونورمان شمواي العديد من التقنيات الضرورية لنجاح عمليات زراعة القلب، ومنها خفض الحرارة وتقنية الطعم سوي الموضع، التي صارت القاعدة في عمليات زراعة القلب. وقد أجرى لاور وشمواي أبحاثهما (التي أجريت على الكلاب في بدايتها) في جامعة ستانفورد، قبل أن يغادر لاور جامعة ستانفورد ليرأس برنامج جراحة القلب في كلية طب فرجينيا ويتنافس مع شمواي وأدريان كانتروفيتس وكريستيان برنارد لإجراء أول عملية ناجحة لزراعة قلب بشري.
وبينما كان الأمريكيون الثلاثة (لاور وشمواي وكانتروفيتس) يستعدان لإجراء أول زراعة قلب بشري، عطل تقدمهم الخلاف حول موت القلب وموت المخ، بينما نجح الجنوب أفريقي كريستيان برنارد (مستفيدًا بأبحاث شمواي ولاور، وبعد أن حُسمت هذه المسألة لديه) في إجراء أول زراعة ناجحة (أي خرج المريض منها حيًا) لقلب بشري في 3 ديسمبر 1967، وبعد ثلاثة أيام (6 ديسمبر 1967) أجرى كانتروفيتس عملية لزراعة القلب في مدينة نيويورك، وتبعه شمواي، فأجرى عمليته الأولى في 6 يناير 1968، ولم يُجرِ لاور عمليته الأولى الناجحة إلا في مايو 1968.
أجرى لاور أكثر من 250 عملية زراعة قلب على الكلاب، وأكثر من 800 عملية على البشر. وعرقل جهوده مؤقتًا تعرضه للمحاكمة بسبب وفاة متبرع بشكل غير قانوني، لكن القضاء برأه في النهاية. وقد طور لاور فيما بعد نظامًا لإرسال الأطباء إلى الأماكن البعيدة التي يوجد بها المتبرع، بدلًا مما كان يحدث من قبل من نقل جسد المتبرع كاملًا إلى المستشفى الذي يوجد به المتلقي.
كان لاور من رواد استخدام السيكلوسبورين لمنع رفض الطعم، كما ابتكر تقنية الخزع لاكتشاف حدوث الرفض.

## تقاعده
تقاعد لاور سنة 1989 وانتقل للعيش في مونتانا، حيث قضى وقته في تربية الماشية، كما تطوع في منشأة طبية لعلاج الفقراء في ريتشموند بولاية فرجينيا.

## وفاته
توفي لاور في توين بريدجز بولاية مونتانا من جراء سرطان البنكرياس في 17 مايو 2008.